# Чуїхський заказник
Чуїхський — ботанічний заказник місцевого значення в Черкаському районі Черкаської області.

## Опис
Заказник площею 1,5 га розташовано на території Городищенської мської громади біля м. Городище, поруч з Інститутом помології ім. Л. П. Симиренка, в урочищі Чуїха.
Як об'єкт природно-заповідного фонду створено рішенням Черкаського облвиконкому від 22.01.1982 р. № 12. Землекористувач або землевласник, у віданні якого перебуває заповідний об'єкт — КСП ім. Т. Г. Шевченка. .
На території заказника у трав'яному покриві лікарські рослини — звіробій звичайний, материнка звичайна, золототисячник, чебрець.